# NGC 623
NGC 623 è una galassia ellittica gigante situata nella costellazione dello Scultore, a una distanza di circa 420 milioni di anni luce dalla nostra Via Lattea.

## Scoperta
La galassia è stata scoperta il 30 novembre 1837 dall'astronomo britannico John Herschel.